# イーゴリ・シュピリバンド
イーゴリ・シュピリバンド（ロシア語: Игорь Шпильбанд、ラテン翻字：Igor Shpilband、1964年7月14日 - ）は、ソビエト連邦出身、アメリカの男性フィギュアスケートコーチ、元アイスダンス選手。パートナーはタチアナ・グラドコワ。妻は元ペアスケーターのヴェロニカ・ペルシナ。
テッサ・ヴァーチュ＆スコット・モイア他多数のアイスダンス選手を指導する。選手時代には1983年世界ジュニアフィギュアスケート選手権で優勝した。

## 経歴
1983年の世界ジュニア選手権にタチアナ・グラドコワとのカップルで優勝する。
1990年、ヴェロニカ・ペルシナ、ゴーシャ・サー、エレーナ・クリカノワと共にソ連からアメリカへ亡命。2000年にはアメリカの市民権を得た。
後、アメリカ・ミシガン州カントンにあるアークティックフィギュアスケートクラブでマリナ・ズエワとともにコーチを行っていた。生徒はテッサ・ヴァーチュ＆スコット・モイア、メリル・デイヴィス＆チャーリー・ホワイト、エミリー・サミュエルソン＆エヴァン・ベイツ、アレックス・シブタニ＆マイア・シブタニ、マディソン・チョック＆グレッグ・ズーラインなど。なお、1996年から2012年の全米選手権のアイスダンスの優勝者は全てシュピリバンドの生徒である。
2011年世界選手権では、表彰台に乗ったカップル3組全てがシュピリバンドの生徒だった。同じコーチの生徒が表彰台独占をするのは、1992年のナタリア･デュボワ以来のことである。
2012年6月3日、アークティックフィギュアスケートクラブを指導についての意見の相違から解雇された。6月12日、同じミシガン州のノバイにあるノバイアイスアリーナを新たな拠点に選んだ。また、マディソン・チョック＆エヴァン・ベイツ、イザベラ・トバイアス＆デイヴィダス・スタグニウナスがシュピリバンドと共に練習拠点を移した。さらに7月には、アンナ・カッペリーニ＆ルカ・ラノッテもチームに加わった。
2018年からは、パスカーレ・カメレンゴがコーチングチームに加わった。また、ノバイアイスアリーナとの契約を2026年まで延長した。

## 主な戦績
| 大会/年          | 1981-82 | 1982-83 | 1983-84 |
| ---------------- | ------- | ------- | ------- |
| 世界Jr.選手権    | 2       | 1       |         |
| ゴールデンスピン |         |         | 2       |

## 脚註
1. ↑  U.S. endures ice dance shakeup
2. ↑  Shpilband moving to Novi, bringing Chock and Bates
3. ↑  Cappellini and Lanotte ready to challenge
4. ↑  Olympic ice Dance coach Shpilband signs eight-year deal to continue in Novi